# Oncidium pabstii
Oncidium pabstii là một loài thực vật có hoa trong họ Lan. Loài này được Campacci & C.Espejo mô tả khoa học đầu tiên năm 1998.